# コヴェントリー
コヴェントリー (Coventry [ˈkɒvəntɹi] ( 音声ファイル)) は、イギリス・イングランドのウェスト・ミッドランズ州にある都市。イングランドで8番目に人口が多い都市である。
コヴェントリーは自動車産業と大聖堂、ゴダイヴァ夫人（ゴディバ夫人とも表記される）の伝説で有名である。

## 歴史

### ゴダイヴァ夫人の伝説
コヴェントリーは1043年、領主であったレオフリック (Leofric) とその妻ゴダイヴァ夫人 (Lady Godiva) によって、ベネディクト派の修道院が設立されたことに端を発しているとされていた。近年の調査では、この修道院は1022年には存在していたことが判明し、2人はそれを支援したという見方がされるようになった。
領主レオフリックとゴダイヴァ夫人については有名な伝説がある。重税に苦しむ領民を気の毒に思ったゴダイヴァが、夫レオフリックに税を軽くするように申し述べたところ、レオフリックはゴダイヴァが慎み深い女性であることを知りながら「お前が全裸で馬に乗って町を一周したら考えてやろう」と言った。悩んだ末にゴダイヴァは決意し、町中の住民に外を見ないよう命じた上、長い髪だけを身にまとって馬に乗って町を1周したのである。町民たちはこのゴダイヴァのふるまいに心を打たれ、窓を開けずに閉じこもった。レオフリックはやむを得ず税を軽くしたという。なお、このときにひとりだけ外を覗いた男がおり、彼がピーピング・トム (Peeping Tom) という言葉の由来になったという。ただし、中世を専門とする歴史家の見解では、上記の伝説が史実でないことで一致している。この伝説にちなんで、馬に乗ったゴダイヴァの像が市の中心部に建っている。

### 近世・近代
14世紀になると、布貿易の中心地として栄えるようになる。コヴェントリーは、中世のイングランドで最も重要な都市のひとつであった。
19世紀後半になると自転車が流行し、英国中にサイクリング・クラブができる。ローバーがコヴェントリーで自転車製造を開始し、多くの自転車製造業者が後に続いた。1896年に赤旗法が廃止されたのをきっかけとして、20世紀初頭、これら自転車製造業者は自動車の製造を始める。こうしてコヴェントリーは自動車産業の中心地となった。

### コヴェントリー爆撃

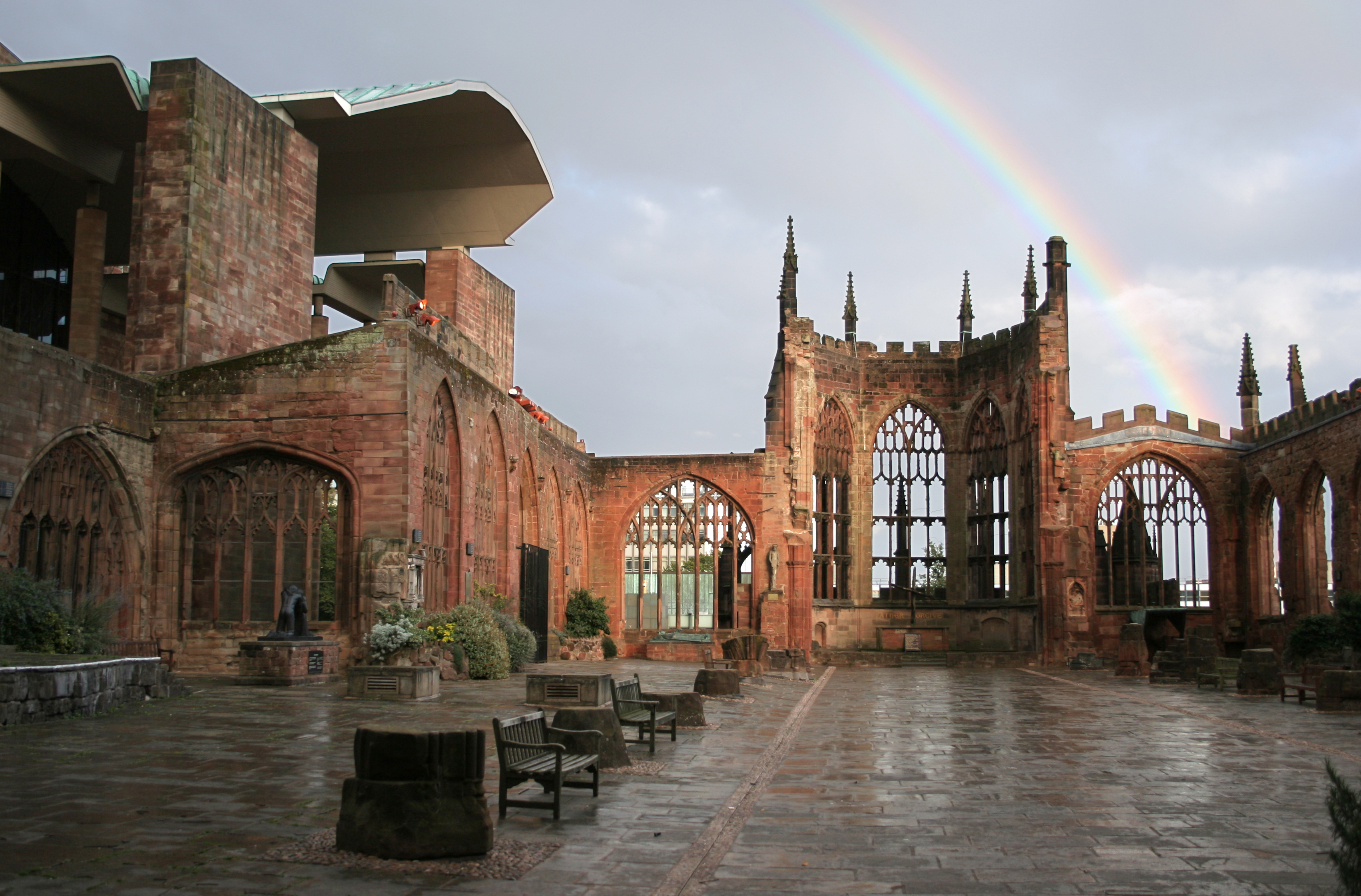
破壊された大聖堂

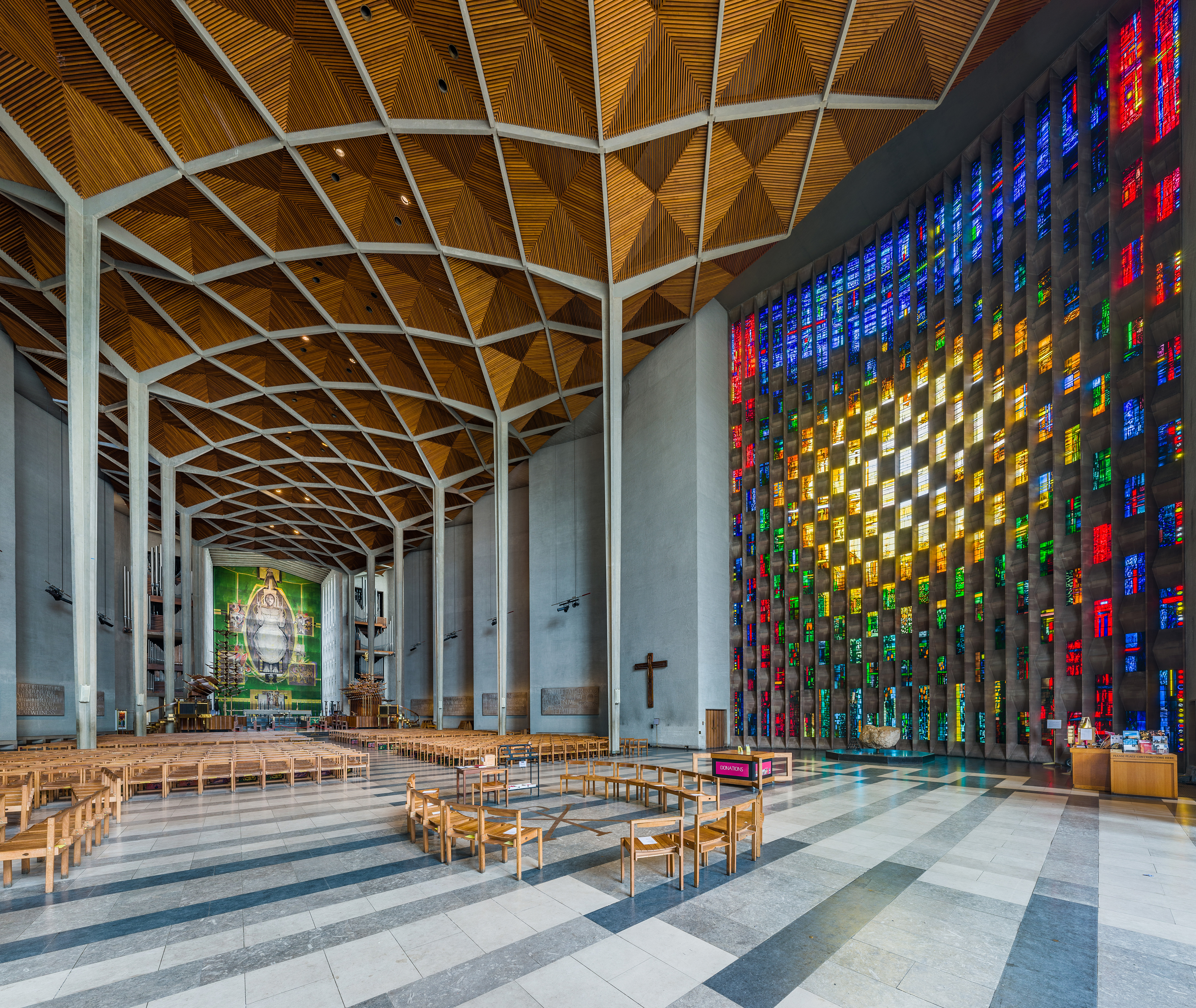
新大聖堂の内部

工業都市であったため、第二次世界大戦中の1940年11月14日にはナチス・ドイツによる爆撃「コヴェントリー爆撃」（Coventry Blitz）の標的となり、コヴェントリー大聖堂を含む市の中心の大部分が破壊された。
1950年に新しい大聖堂を建てる設計コンペが開催された。設計を勝ち取ったのは、バジル・スペンスである。1962年、廃墟となった旧大聖堂の脇に新大聖堂が再建され、戦争の爪痕と戦後の復興のシンボルとなった。また、ジェイコブ・エプスタイン作『聖ミカエルと悪魔』の青銅像、ジョン・パイパー作の色彩豊かなステンドグラスおよびグレアム・サザランドのキリストの巨大なタペストリーが注目されるようになった。
ナチス・ドイツによる空襲について、イギリス政府は事前にドイツ軍のエニグマ暗号を解読し察知しながら、その後の迎撃戦を有利に運ぶため、コヴェントリー爆撃隊を見逃したとする陰謀論があり、「小の虫を殺し大の虫を生かす」類の説話としてしばしば語られる。しかし、BBCの説明によれば、イギリスはエニグマ暗号自体の解読には成功していたが、電文中で標的は「Korn」とコードネームで書かれていたために、それがコヴェントリーを指すことまではわからなかったという。

## 観光
コヴェントリー大聖堂が観光地として人気である。第二次世界大戦で破壊された旧大聖堂の隣に、近代的なデザインの新しい大聖堂が建っている。
コヴェントリー交通博物館 (Coventry Transport Museum) では自動車・自転車の街としてのコヴェントリーを知ることができる。
コヴェントリー近郊には、シェイクスピアの生地であるストラトフォード・アポン・エイヴォンや、荘厳な城で有名なウォリックがある。バーミンガムからもアクセスしやすい立地である。

## 経済
コヴェントリーは1890年代から自転車と自動車産業で栄えた都市である。ジャガーの本部、コヴェントリー・クライマックスの本社と工場があり、デイムラー、トライアンフ、プジョーなどの組立工場もある。ロンドンタクシーとして有名なブラック・キャブもコヴェントリーで生産されている。

## 芸術
クリスマス・キャロルのひとつで、16世紀に成立した『コヴェントリー・キャロル』で知られる都市である。
19世紀初めには、小説家のジョージ・エリオットの作品『ミドルマーチ』の舞台となった。
1962年、ベンジャミン・ブリテンによる『戦争レクイエム』が初演された。
現在ではコヴェントリー・ジャズ・フェスティバルなどの音楽イベントで人気を博している。
市内のウォーリック大学には、ロンドン以外ではイングランド最大規模の舞台劇場を備えたウォリック・アート・センター (Warwick Arts Centre) がある。

## 教育
- ウォーリック大学はコヴェントリー市の南西部に位置する。
- コヴェントリー大学は自動車デザインの教育にかけてはヨーロッパ随一と評される[誰によって?]。

## スポーツ
- コヴェントリー・シティFC - コヴェントリーを本拠地とするサッカークラブ。
- ワスプス・ラグビー（Wasps Rugby）-コヴェントリーを本拠地とするプロラグビーユニオンクラブ。

## 出身人物
- クライヴ・オーウェン - 俳優
- ジル・ローベル - 児童文学作家
- スペシャルズ - バンド
- フランク・ホイットル - 技術者
- ナイジェル・ホーソーン - 俳優
- ハリー・ホース - 作家
- モー・モーラム - ベルファスト合意当時の北アイルランド大臣でコヴェントリー育ちである。1999年に名誉市民（英語版）となった[5]。

## 姉妹都市
| - アーネム（オランダ） - ウィンザー（カナダ） - ヴォルゴグラード（ロシア） - オストラヴァ（チェコ） - カーン（フランス） - ガラツィ（ルーマニア） - キール（ドイツ） - キングストン（ジャマイカ） - グラーツ（オーストリア） - グランディー（カナダ） | - ケチケメート（ハンガリー） - コヴェントリー (コネティカット州)（アメリカ合衆国） - コヴェントリー (ニューヨーク州)（アメリカ合衆国） - コベントリー (ロードアイランド州)（アメリカ合衆国） - コーク（アイルランド） - コーンウォール（カナダ） - 済南（中国） - サラエヴォ（ボスニア・ヘルツェゴビナ） - サン＝テチエンヌ（フランス） - ドゥナウーイヴァーロシュ（ハンガリー） | - ドレスデン（ドイツ） - パークス（オーストラリア） - ベオグラード（セルビア） - ボローニャ（イタリア） - リディツェ（チェコ） - ワルシャワ（ポーランド） |